# 宾得 K-70
賓得士 K-70（Pentax K-70）是理光於2016年6月8日發表的2400萬畫素APS-C數位單眼相機。

## 概要
和賓得士更早之前推出的旗艦級APS-C數位單眼相機K-3 II不同的是，K-70有內建彈出式閃光燈，翻轉式液晶螢幕與內建WiFi。K-70和K-3 II一樣擁有像素偏移解析度（Pixel Shift Resolution）功能，可拍攝顏色解析度更高的影像，但必須相機在靜態下才可拍攝。K-70是賓得士第一款可同時以相位檢測對焦與螢幕對比度對焦進行混合式自動對焦的相機，進行錄影時可實現更有效的連續自動對焦。
和它的前身機種K-50與K-S2相同的是，K-70同樣是應對惡劣天候的可全天候拍攝相機。它的價位和性能參數代表它是高階入門相機。和賓得士的旗艦機種相較之下，K-70只有一個SD卡插槽。它的圖像處理器是較低階的PRIME MII，但配備了新開發的加速單元。另外，K-70是賓得士的APS-C相機中首款ISO達到102400的相機，並且是該公司入門級相機中首款可輸出14位元影像的機種。

## 外部連結
- Ricoh Imaging PENTAX K-70（页面存档备份，存于）